# Daniel Groleau
Daniel Groleau est un luthier fabriquant des guitares de marque Groleau en Gaspésie, plus précisément à la vieille usine de L'Anse-à-Beaufils.
Il est spécialisé dans la fabrication de  guitares électriques.